# Брайтон
Бра́йтон (англ. Brighton) — місто на південному узбережжі Англії в графстві Східний Сассекс. Разом з містом Гоув утворює єдину адміністративну одиницю — Брайтон і Гоув.

## Історія
В Книзі страшного суду згадується Брайтон під назвою Bristelmestune. 1514 року, під час війни між Англією та Францією, Brighthelmstone був спалений дощенту. Вціліли тільки частина церкви Св. Миколая та частина міських будівель, які отримали назву «лінії»(англ. The Lanes).
З середини XVIII століття лікар Річард Рассел Льюїс почав прописувати своїм пацієнтам лікування морською водою в Брайтоні. Вже до 1760 почалась розбудова георгіанських терас і рибальське поселення перетворилось на фешенебельний курорт. Розвитку курорту також посприяла допомога Георга IV, який проводив в Брайтоні багато часу і побудував Королівський павільйон..
На честь Брайтона названо місто в окрузі Франклін, штату Нью-Йорк.
Є неофіційною столицею ЛГБТ та квірів Великої Британії.

## Відомі особистості
У поселенні народився:
- Мартін Вайт (1913—1972) — британський фахівець в галузі міжнародних відносин.
- Ерік Гілл (1882—1940) — видатний англійський скульптор, різак літер, дизайнер гарнітури та гравюр.

У поселенні помер:
- Едвард Брансфілд (бл. 1785—1852) — британський мореплавець ірландського походження, що вважається одним з першовідкривачів Антарктиди. 30 січня 1820 року він відкрив півострів Трініті — північний край Антарктичного півострова.

## World Naked Bike Ride
З 2006 року у місті проходить велосипедний марафон World naked bike ride.

## Галерея

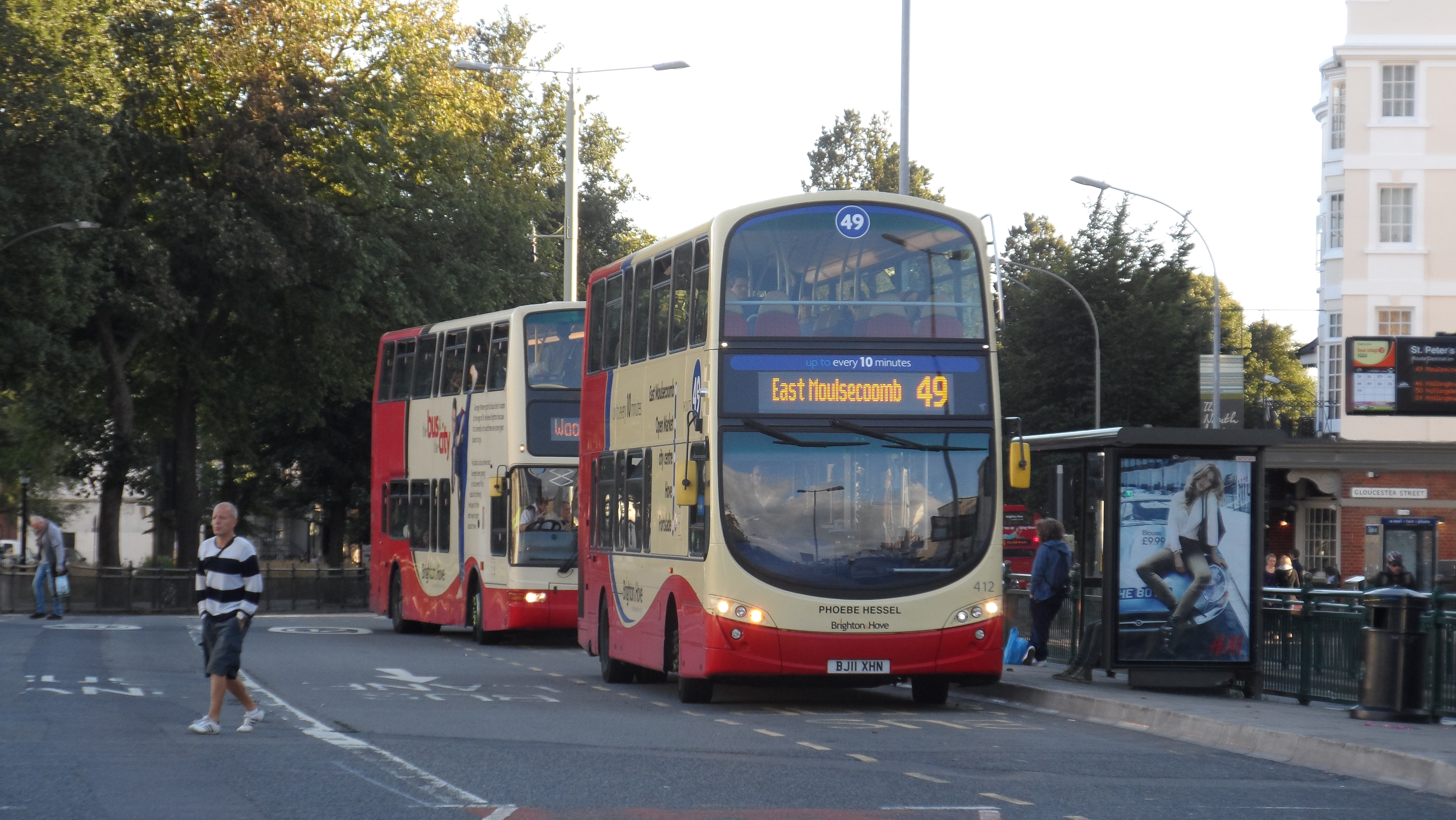
Двоповерхові автобуси
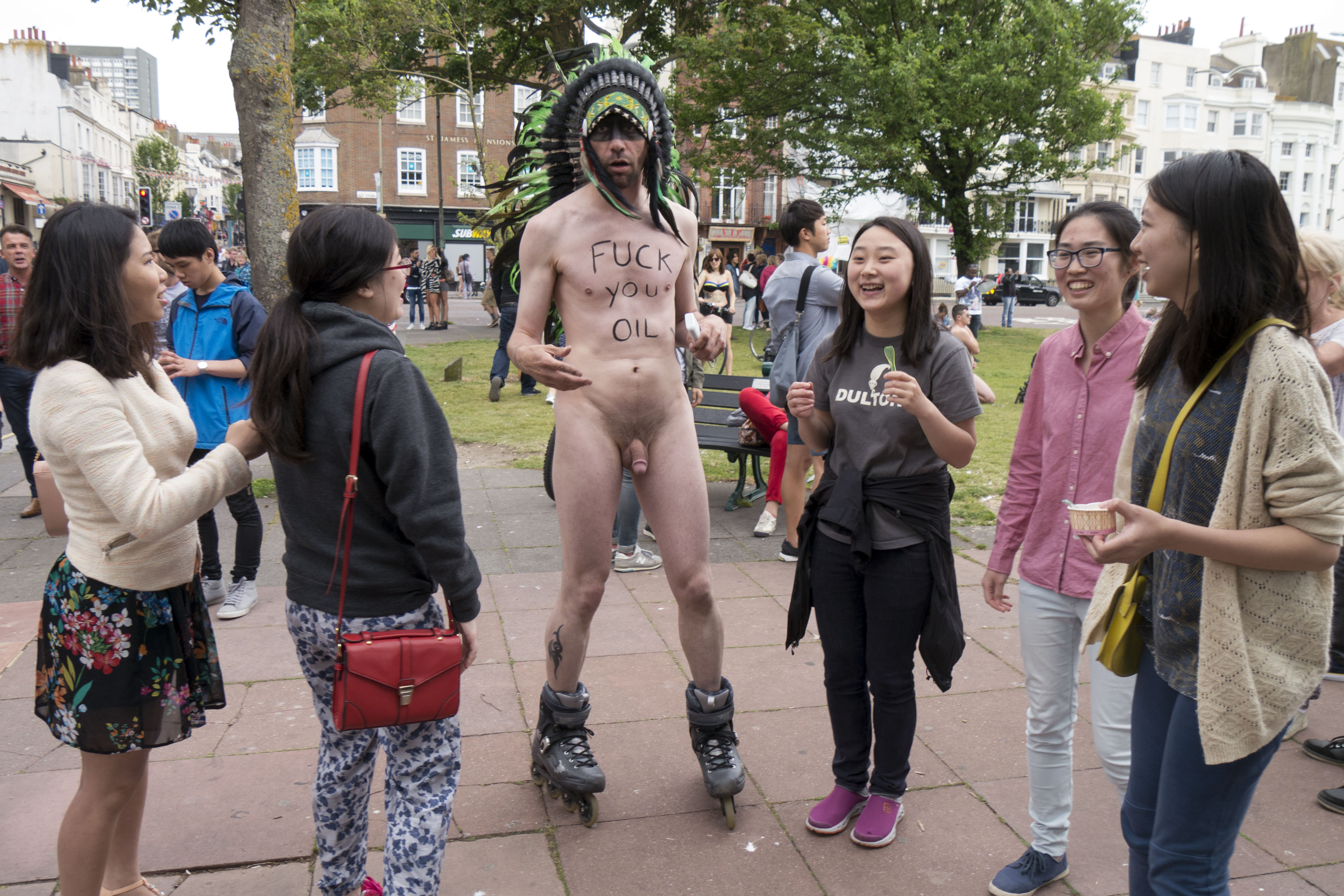
Brighton Naked Bike Ride 2015